# Outbursts
Outbursts è il quinto album discografico dei Turin Brakes; è stato pubblicato nel 2010.

## Tracce
1. Sea Change
2. Mirror
3. Rocket Song
4. Paper Heart
5. The Invitation
6. Will Power
7. Apocolips
8. Embryos
9. Never Stops
10. The Letting Down
11. Radio Silence
12. Outbursts